# 제프 캐머런
제프리 스콧 캐머런(Geoffrey Scott Cameron, 1985년 7월 11일 ~ )는 미국의 축구 선수이다. 현재 FC 신시내티에서 활약하고 있다.

틀:FC 신시내티 선수 명단